# Aurorae Planum
Aurorae Planum est une étendue plane élevée (planum) située dans l'hémisphère sud de la planète Mars. Elle se situe dans le quadrangle de Coprates (MC 18), au sud de Ganges Chasma. 